# Littérature hindie
La poésie hindie peut être divisée en quatre formes majeures : Bhakti (la dévotion), Shringar (la beauté), Veer-Gatha (La louange aux guerriers courageux), et Adhunik (moderne).

## Historique
Adi Kaal (avant 1400 apr. J.-C.)

Durant l'ancienne période du hindi ou Adi Kaal, la littérature en hindi se développa dans les États de Kânnauj, Delhi et Ajmer. À cette époque la région de Delhi était dirigée par le roi Prithivîrâja Châhumâna et son poète de cour était Chand Bardai. Ce poète rédigea un panégyrique : le Prithviraj Raso en l'honneur de son roi. Cette œuvre peut être considérée comme une des premières œuvres de l'histoire de la littérature hindie. Le dernier chef Rathor de Kannauj fut Jayachand, qui donna sa préférence au sanscrit (alors que cette langue n'était plus d'usage courant). Son poète de cour fut Harsha (dont l'œuvre poétique majeure fut le Naishdhiya Charitra). Les poètes royaux Jagnayak (ou Janik de la région de Mahoba) et Nalha (de la région d'Ajmer) sont deux autres personnages littéraires caractéristique de cette période. Cependant après la défaite de Prithviraj Chauhan, la plupart des œuvres littéraires appartenant à cette période furent détruites dans la campagne militaire de Muhammad Ghûrî. Seuls quelques écrits, principalement des manuscrits de cette période sont encore disponibles et leur authenticité n'est pas certaine.
Des œuvres de poètes « siddhas » et nathpanthi appartenant à cette période ont également été découvertes, mais là encore leur authenticité est mise en doute. En effet, les siddhas appartiennent au bouddhisme vajrayāna qui est une forme tardive du culte. De nombreux spécialistes affirment que la langue de la poésie des siddhas n'est pas de l'hindi précoce mais un Prâkrit du Magahi. Des œuvres poétiques des Jains et des Rasau (poétes héroïque) sont également disponibles pour cette période.
Dans la région du Deccan au sud de l'Inde, le dakhini (en), un dialecte de l'hindoustani, était en usage. Il prit son essor sous le sultanat de Delhi et poursuivit son développement plus tard sous le régime islamique des Nizams d'Hyderabad (en). Bien que ce dialecte était alors écrit en caractères persans, certains linguistes considèrent aujourd'hui qu'il constitue une forme du proto-hindi. De nombreux experts de cette période comme Sheikh Ashraf ou Mulla Vajahi utilisent le mot « hindavi » pour qualifier ce dialecte. D'autres experts comme Roustami ou Nishati préfèrent utiliser le terme de « dakhini », soulignant ainsi son origine locale. Shah Buharnuddin Janam Bijapuri a l'habitude de l'appeler « hindi ». Le premier auteur dakhini fut Khwaja Bandanawaz Gesudaraz Muhammad Hasan. Il rédigea trois œuvres en prose : Mirazul Aashkini, Hidayatnama et Risala Sehwara. Son petit-fils Abdulla Hussaini écrivit Nishatul Ishq. Le premier poète dakhini fut Nizami.
Dans la partie tardive de cette période et au début du Bhakti Kala, de nombreux « poètes saints » comme Ramanand et Gorakhnath devinrent célèbres. Des formes précoces de l'hindi peuvent être également observées dans des œuvres du poète Vidyapati rédigées en maïthili.
Comme on peut le constater ici, il est difficile de déterminer les racines littéraires les plus anciennes de l'hindi. En effet, la situation est rendue complexe par le fait qu'il existe en Inde de nombreuses communautés linguistiques qui ont longtemps vécu dans des états-régions autonomes. Durant toute la période antique, ces communautés parlent des langues qui sont encore très proches les unes des autres en raison de leur origine commune. Ce n'est que plus tard que ces dialectes vont progressivement se différencier jusqu'à former de véritables langues distinctes.
Bhakti Kaal

La littérature médiévale en hindi est marquée par l'influence du mouvement Bhakti qui se traduit par des compositions sous forme de longs poèmes épiques.
C'est principalement dans les dialectes awadhi et braj que la littérature de cette époque s'est développée. Les œuvres les plus représentatives en dialecte awadhi sont le Padmavat rédigé par Malik Muhammad Jayasi et le Ramacharitamanas de Tulsîdâs. Les œuvres majeures rédigées en braj sont le Vinay Patrika de Tulsîdâs et le Sur Sagar de Surdas. Un autre dialecte très proche de l'hindi, le sadhukkadi (en) fut également couramment utilisé, en particulier par Kabîr dans ses poésies et dohas.
La période bhakti fut également marquée par un grand développement de théories sur les formes poétiques. On expérimente principalement des mélanges entre les anciennes formes de poésie sanscrites et les traditions littéraires des écoles persanes. C'est ainsi que des tentatives de nouveaux poèmes aux structures différentes sont explorés, comme le Doha (deux strophes), le Sortha, le Chaupaya (quatre strophes), etc. Cette époque voit également la différenciation des thèmes de la poésie. Contrairement à la période Adi Kaal (ou Virgatha Kaal) qui fut caractérisée par une surabondance de poésie héroïque (« Vir rasa »), la période Bhakti fut marquée par des formes de poésies plus vibrantes et surtout plus diverses, qui explorent toute la gamme des rasas : les « Shringara rasa » (rasa de la beauté), « Vatsalya rasa » (rasa de l'amour), « Vir rasa » (rasa de l'héroïsme), « Prema rasa » (rasa de la romance), etc.
La poésie bhakti avait deux écoles : l'école Nirguna (constituée par ceux qui croient en un Dieu informe au nom abstrait) et l'école Saguna (constituée par ceux qui croient en un Dieu pourvu d'attributs personnels comme les adorateurs des incarnations de Vishnou). Kabîr et Gurû Nanak appartiennent à l'école Nirguna, et leur pensée fut profondément influencée par la doctrine philosophique de l'Advaïta védanta formulée par Adi Shankara. Ils croyaient au concept de Nirgun Nirakaar Bramh que l'on peut traduire par « l'Unique Informe ». L'école Saguna fut représentée principalement par des poètes vaishnava comme Surdas et Tulsîdâs. Cette école a suivi principalement une orientation vaishnava comme on peut le voir dans les œuvres qui lui sont rattachées, comme le Ramacharitamanas, le Sur Saravali ou encore le Sur Sagar qui chante la louange de Rāma et Krishna.
Cette période réalisa également un vaste mouvement d'intégration entre les éléments artistiques des cultures hindoue et musulmane. Ceci est visible en littérature par l'avènement de nombreux poètes musulmans de style Bhakti comme Abdul Rahim Khan-I-Khana qui était le poète de cour de l'empereur Moghol Akbar ainsi qu'un adepte fervent de Krishna. L'école Nirguna de la poésie Bhakti fut également fortement laïque par nature, et ses défenseurs comme Kabir et Gurou Nanak firent un grand nombre d'émules qui méprisaient les castes et la religion.
Ritikavya Kaal

Durant la période Ritikavya ou Ritismagra Kavya, les thèmes érotiques sont devenus prédominants dans la littérature hindie. Cette période est appelée « Riti » (ce qui traduit signifie « procédure ») car ce fut l'époque lors de laquelle les formes et théories poétiques se développèrent jusqu'à leur apogée. Mais cette mise en avant des théories poétiques réduisit considérablement l'aspect émotionnel de la poésie, qui était l'aspect majeur du mouvement Bhakti. C'est ainsi que les contenus poétiques ont progressivement commencé à dégénérer. L'école Saguna de la Bhakti Yug se scinda en deux écoles (Raama bhakti et Krishna bhakti) quelque part entre les règnes des ères Bhakti et Reeti.

## Littérature classique
La littérature en hindî est abondante dès le XIe siècle, bien que la langue ne soit encore qu'un dialecte. Le premier texte littéraire considéré comme important est le Prithirâj Râsau, écrit par Chand Bardâî au XIIe siècle. Il faut attendre le XVe siècle pour que la langue soit fixée, notamment par les œuvres des philosophes Kabîr ou Râmânanda.

## Littérature moderne

### Chhâyâvâd
La littérature moderne a, quant à elle, connu différents mouvements comme le Chhâyâvâda — école dite « ombriste » — désignant la poésie symboliste des années 1920 et 1930.

### Pragativâd
Le Pragativâda, ou école des progressistes, influencé par le réalisme social d'inspiration marxiste, naît à la fin des années 1930. Les écrivains de ce mouvement, fortement imprégnés de l'esprit gandhien, décrivent les réalités rurales de leur époque sans aucune complaisance. La mise en lumière de l'exploitation des classes paysannes, la dénonciation de leur condition de travail font l'objet de longues descriptions.
Les écrivains progressistes se réunissent pour la première fois à Lucknow en 1936. Ce congrès est dirigé par le célèbre romancier Munshi Premchand. Dénoncer les injustices sociales de l'Inde rurale devient le but explicite de cette nouvelle génération d'écrivains.

### Prayogvâd
L'école expérimentaliste ou en hindi « Prayogvâd », fondée par Agyeya, va à la découverte de l'existentialisme de Sartre et Camus.

### Naî kavîtâ
Le mouvement de la « Nai kavita » (« nouvelle poésie ») naît sous la bannière du poète, nouvelliste et romancier Agyeya avec la publication en 1943 d'un recueil de textes de sept jeunes poètes inédits, le Tar saptak (ou « octave supérieure »), qui prônent ensemble une rupture des codes esthétiques et thématiques classiques. Le mouvement s'inspire à la fois des innovations formelles instituées par le poète T. S. Eliot et des revendications « individuelles » du mouvement de l'expérimentalisme (Prayogvâd). Les poètes les plus représentatifs du mouvement sont Agyeya, Kedarnath Singh, Kunwar Narayan, Muktibodh et S. D. Saxena.

### Naî kahânî
Dans les années 1950, le mouvement novateur de la Naî Kahânî, littéralement la « nouvelle nouvelle », bénéficie d'un impact considérable dans le champ littéraire. L'une des plus importantes figures de ce mouvement est le célèbre romancier, nouvelliste et dramaturge Mohan Rakesh.